# Анна Зимняя

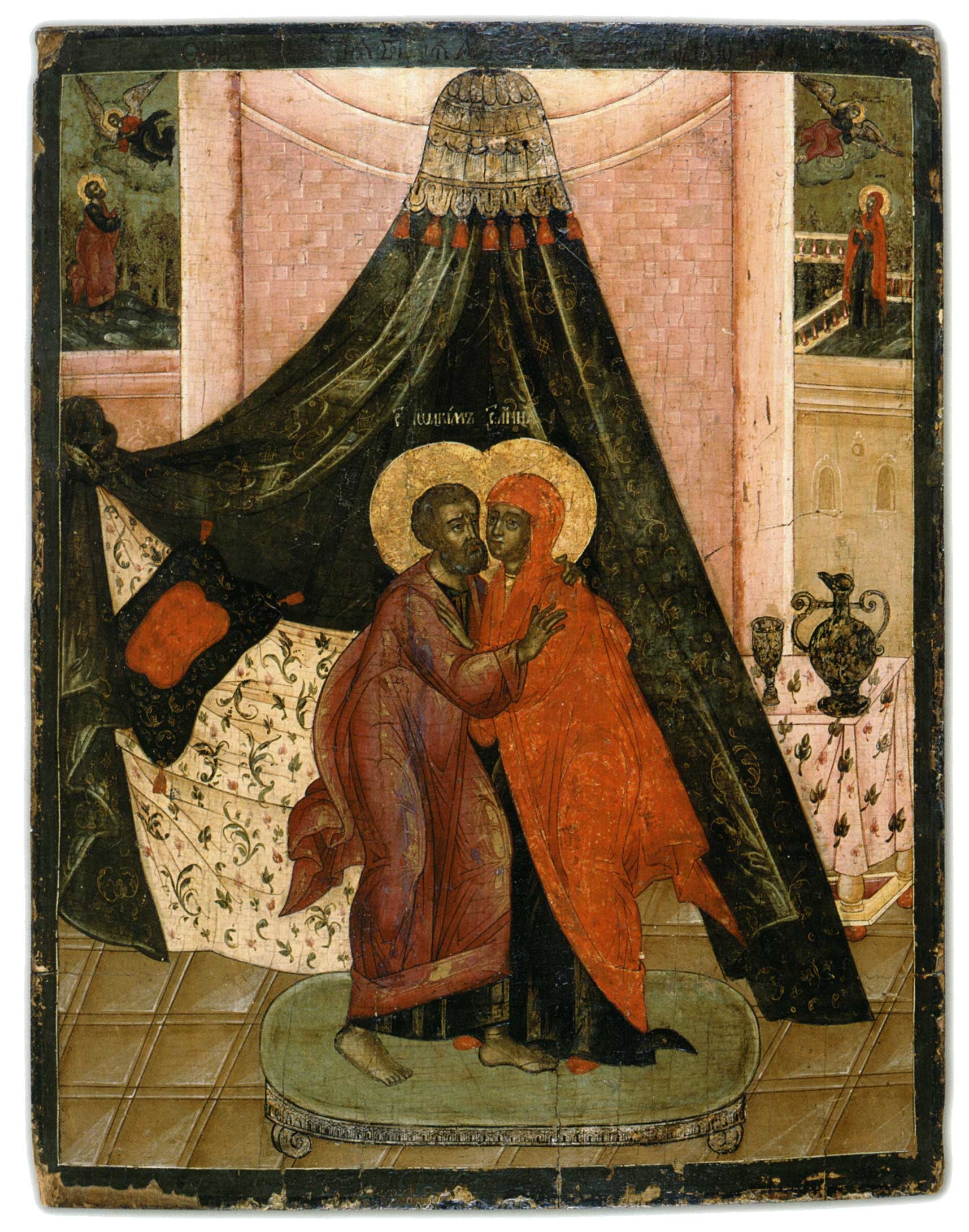
Икона «Зачатие святой Анны (Иоаким и Анна)». Конец XVII века.

А́нна Зи́мняя — день в народном календаре у славян, приходящийся на 9 (22) декабря.
Название происходит от имени святой Анны.
Русины Буковины считали, что с этого дня начинается Новый год, а белорусы — что совершается поворот на лето.

## Другие названия
рус. Анна тёмная, Анна зимняя, Анна, Стефан, Зачатие, Зачатьев день, Зачатие св. Анны; бел. Ганна, Ганны, Ганки; полес. Ганночное зачатье; серб. Анино зачеће; макед. Зимен Въртолун; болг. Ановден.
В этот день православными славянами почитаются в том числе: Святая Анна (Зачатие Богородицы), Стефан Новосиятель, Апостол Варфоломей; чьи имена присутствуют в названиях дня.

## Обряды и поверья русских
У восточных славян принято в этот день молиться святой Анне при бесплодии. Перед иконой Божией Матери «Нечаянная Радость» молятся об исцелении от душевных недугов, об обращении заблудших, об искуплении грехов, за детей, при глухоте.
Русские считали, что с этого дня зима устанавливается окончательно; белорусы — что от Ганны начинается поворот на лето; на Буковине (Украина) — что с этого дня начинается Новый год.
«На зачатие святой Анны беременным бабам пост». Беременным женщинам предписывалось поститься, а также в течение суток запрещалось приниматься за какую-либо существенную работу, не уходить из избы, особенно беречь дитя в утробе. В этот обетный день беременные женщины молились: «Распростай, Господи, легко!».
Пчеловоды, после утренней службы ходили в омшанники, где стояли ульи, и, пошевелив каждый из них, произносили: «Как вы, мушки благодушные, зачалися детьми от всемилостливого Бога и Спаса нашего Иисуса Христа <…> на дело; зачинайте же белые и жёлтые воски и густые меда господу богу и чудотворцам Зосиме и Савватию вдосталь, а мне, рабу божию, в пожиток».
Говорили, что с это дня волки начинают ходить стаями: «На Зачатие св. Анны волки стадятся, а после Крещения разбегаются». Считалось, что в этот день волки сходятся в стаи и становятся особенно опасными, а на Крещение после выстрелов разбегаются.

## Поговорки и приметы
- На зачатие святой Анны осень кончается, зима начинается[18].
- Если урбуши (почек) на ольхе и берёзе много — год будет урожайный (заонеж.)[19].
- Обетный день беременным бабам[20].
- «На Анну санки хватай да к любимой поезжай» (полес. На Га́нки напряга́й са́нки да едь до коха́нки)[21].
- «Анны — заметно прибавится день» (бел. Ганны — прыбавіцца багата дня)[7].
- Коли снег привалит вплотную к изгороди — плохое лето, а коли есть промежутки — урожайное[22].